# Windwalker
Windwalker, sottotitolato A Tale from Moebius in alcune schermate introduttive, è un videogioco pubblicato nel 1989-1990 per i computer Amiga, Apple II, Apple IIGS, Atari ST, Commodore 64 e MS-DOS dalla Origin Systems. È il seguito di Moebius: The Orb of Celestial Harmony, dello stesso designer Greg Malone, e come il precedente è un videogioco di ruolo di ambientazione orientale con combattimenti picchiaduro a incontri. Nei picchiaduro venne introdotta come opzione una insolita modalità strategica a turni. Windwalker ricevette giudizi molto variabili dalla critica dei suoi tempi.

## Trama
Il gioco si svolge a Khantun, un arcipelago immaginario dell'Estremo Oriente. L'imperatore Chao Ti è stato tradito e imprigionato dal signore della guerra Zhurong, che ha imposto la propria tirannia. Zhurong è in combutta con l'alchimista Shen Jang, in grado di liberare spiriti maligni che prendono possesso dei templi e dei loro sacerdoti.
La sequenza animata introduttiva mostra infatti il protagonista che si allena nelle arti marziali dentro un tempio, di fronte a una grande statua simile a Buddha; dopo il passaggio sullo sfondo di una figura oscura e furtiva, la statua si trasforma in uno scheletro.
Il personaggio del giocatore è un discepolo del monaco Moebius, il quale appare all'inizio del gioco come volto in primo piano di un uomo barbuto e incappucciato che dà indicazioni testuali. Moebius invia il protagonista in missione solitaria per servire il bene e sconfiggere Zhurong e Shen Jang.

## Modalità di gioco
Il gioco si controlla solo con la tastiera oppure, nei sistemi che lo supportano, il mouse. All'inizio della partita si sceglie il nome del personaggio, che non ha altre caratteristiche personalizzabili. Si può quindi iniziare l'avventura vera e propria oppure effettuare prima un allenamento, che consiste in una serie di combattimenti non letali, a mani nude o armati di asta, analoghi a quelli che si possono affrontare nell'avventura. L'allenamento serve a far fare pratica al giocatore, ma se si completa positivamente tutto il ciclo serve anche a ottenere un avanzamento di livello.
Durante l'avventura la schermata mostra il territorio nei dintorni del personaggio sotto forma di una mappa a scorrimento multidirezionale, suddivisa idealmente in caselle. Il punto di vista è inclinato, per dare un effetto di profondità, e nella parte in alto è mostrato l'orizzonte con il cielo. Il protagonista e gli altri personaggi sulla mappa sono rappresentati da icone delle loro teste; il protagonista cambia espressione a seconda delle sue condizioni. Ci sono edifici in cui si può entrare, nel qual caso la mappa diventa lo scenario dell'interno. Ci si può spostare a due velocità e anche attraversare il mare a nuoto, con maggiore fatica. Si possono utilizzare delle barche, nel qual caso l'icona della testa è sostituita dalla barca. Nel cielo sono visibili i cicli di giorno e notte, i cicli lunari, e occasionalmente può piovere.
Gli abitanti di Khantun agiscono autonomamente come personaggi non giocanti, ad esempio i contadini girano per i campi, vanno a pregare ai templi la mattina e di notte dormono in casa. Ci sono nemici da combattere e molte persone pacifiche con cui interagire, come pescatori, mercanti, indovini e mendicanti. Avvicinandosi si può parlare con loro, tramite dei menù testuali in inglese, e ottenere informazioni utili o trasferire oggetti. Un inventario testuale del materiale posseduto può essere richiamato in una schermata a parte. Il protagonista ha la necessità di dormire e di mangiare, e dovrebbe tenere un comportamento onorevole, altrimenti certe possibilità gli possono essere precluse.
A destra della mappa sono mostrati, sotto forma di abaco, i quattro attributi del protagonista: corpo, spirito, onore e karma, ciascuno rappresentato da dieci anelli dell'abaco che scorrono via man mano che vengono perduti e si possono recuperare in vari modi.
Il corpo rappresenta l'energia vitale, ridotta dagli attacchi nemici e dagli sforzi fisici; lo spirito si consuma per compiere magie, e il suo esaurimento è letale come per il corpo; l'onore è il rispetto da parte degli altri personaggi, se manca non sono più collaborativi, e viene danneggiato con i comportamenti scorretti e fuggendo dai combattimenti; il karma rappresenta le possibilità di resuscitare, in pratica le vite. 
Accumulando azioni positive il personaggio può avanzare di livello, che è rappresentato da un nome di animale, a cominciare da quello di "mangusta" (mongoose). L'avanzamento nei livelli fa sì che gli anelli dell'abaco scorrano via meno facilmente, ad esempio quando si viene colpiti.
I combattimenti sono picchiaduro bidimensionali uno contro uno, con avversari di un numero limitato di tipi possibili, come ladri, assassini e guardie dell'usurpatore. Il protagonista combatte a mani nude oppure in seguito può dotarsi di un'asta da monaco. Sono possibili una decina di mosse, tra spostamenti orizzontali, pugni o colpi d'asta, e calci. Durante il combattimento è sempre possibile cambiare tra la modalità "intuito" in tempo reale, corrispondente a un normale picchiaduro, e la modalità "concentrazione" a turni, dove si ha tempo illimitato ad azione ferma per decidere la prossima mossa, poi anche l'avversario risponde con una sola mossa alla volta. Al termine dello scontro c'è un'opzione per vedere il replay di tutto il combattimento.
La partita si può salvare, tuttavia c'è un sistema di salvataggio automatico quando si perde una vita, che rende la perdita parzialmente irreversibile.
Oltre a un'estesa documentazione, solo in inglese, alle confezioni originali era allegato un riassunto del Libro dei Mutamenti. Nel gioco si fanno alcuni riferimenti ai suoi esagrammi.